# Ослунд, Ларс-Йёран
Ларс-Йёран Ослунд (швед. Lars-Göran Åslund; род. 7 июня 1945, Осарне, Емтланд) — шведский лыжник и биатлонист, чемпион мира по лыжным гонкам.  

## Карьера
На Олимпийских играх 1972 года в Саппоро, занял 18-е место в гонке на 15 км, 11-е место в гонке на 30 км и 4-е место в эстафете.
На чемпионате мира 1970 года в Высоких Татрах стал чемпионом мира в гонке на 15 км, завоевал бронзовую медаль в эстафетной гонке, кроме того был 6-м в гонке на 30 км и 7-м в гонке на 50 км. На чемпионате мира-1974 в Фалуне был 5-м в гонке на 30 км.